# Ketiley Batista
Ketiley Batista (Caraguatatuba, 13 de julho de 1999) é uma atleta brasileira.

## Biografia e carreira
Katyeli começou no atletismo ainda no ensino fundamental, em 2014. Inicialmente, fazia também os 400 metros com barreiras, mas se identificou mesmo nos 100 metros.
Em maio de 2021, ela disputou o Campeonato Sul-Americano, onde participou da prova dos 100 metros com barreiras, completou o percurso em 12seg96 e faturou a medalha de prata. Ainda em maio, participou do Campeonato Ibero-Americano tendo terminado na 4.ª colocação. Em outubro, participou do Campeonato Sul-Americano Sub-23 e foi medalha de ouro nos 100 m com barreiras com o tempo de 13seg45.
Ela competiu na prova feminina de 100 metros com barreiras nos Jogos Olímpicos de Verão de 2020.
Em fevereiro de 2022, disputou o Campeonato Sul-Americano Indoor de Atletismo, realizado em Cochabamba, na Bolívia, onde sagrou-se campeão da prova dos 60 metros com barreira feminino marcando o tempo de 8"41.

## Competições internacionais
| Ano                  | Competição                                       | Sede                   | Classificação        | Cateoria             | Tempo                |
| Representando Brasil | Representando Brasil                             | Representando Brasil   | Representando Brasil | Representando Brasil | Representando Brasil |
| -------------------- | ------------------------------------------------ | ---------------------- | -------------------- | -------------------- | -------------------- |
| 2021                 | Campeonato Sul-Americano de Atletismo            | Guaiaquil, Equador     | 1.º                  | 100 m com barreiras  | 12.96 (w)            |
| 2021                 | Jogos Olímpicos                                  | Tóquio, Japão          | 35.º (h)             | 100 m com barreiras  | 13.40                |
| 2021                 | Campeonato Sul-Americano Sub-23 de Atletismo     | Guaiaquil, Equador     | 1.º                  | 100 m com barreiras  | 13.45 (w)            |
| 2021                 | Jogos Pan-Americanos Juvenis (Sub-23)            | Cáli, Colômbia         | 2nd                  | 100 m com barreiras  | 13.27                |
| 2022                 | Campeonato Sul-Americano Indoor                  | Cochabamba, Bolívia    | 1.º                  | 60 m com barreiras   | 8.41                 |
| 2022                 | Campeonato Mundial de Atletismo em Pista Coberta | Belgrado, Sérvia       | 39th (h)             | 60 m com barreiras   | 8.37                 |
| 2022                 | Campeonato Ibero-Americano                       | La Nucia, Espanha      | 4.º                  | 100 m com barreiras  | 13.33                |
| 2022                 | Campeonato Ibero-Americano                       | La Nucia, Espanha      | 4 × 100 m relay      | DNF                  | -                    |
| 2022                 | Campeonato Mundial de Atletismo                  | Eugene, Estados Unidos | 37.º (h)             | 100 m com barreiras  | 14.22                |